# Sabrina Mahfouz
Sabrina Mahfouz FRSL là một nhà thơ, nhà viết kịch, nghệ sĩ và nhà văn người Ai Cập đến từ Nam London, Anh. Tác phẩm được xuất bản của bà bao gồm thơ, kịch đã đóng góp cho một số tuyển tập.

## Giáo dục
Mahfouz có bằng Cử nhân Văn học và Cổ điển Anh tại Đại học King London và bằng Thạc sĩ Chính trị và Ngoại giao Quốc tế tại SOAS, Đại học London.

## Nghề nghiệp
Sabrina Mahfouz bắt đầu sự nghiệp của mình trong Chương trình Fast Stream phục vụ dân sự của Nữ hoàng, làm việc với Bộ Quốc phòng và các bộ khác.
Bà rời các hoạt động dân sự để tập trung vào văn bản sáng tạo và giành giải thưởng Westminster cho các vở kịch mới năm 2010 cho vở kịch ngắn đầu tiên của mình, That Boy, được biểu diễn tại Nhà hát Soho, London.
Các tác phẩm và buổi biểu diễn thơ của Mahfouz đã mang lại cho bà giải thưởng Creative in Residence năm 2011 tại Câu lạc bộ bệnh viện ở London.
Bà đã được mời đến New York với chương trình trao đổi Old Vic New Voices TS Eliot vào năm 2011 và sau đó, năm đó đã sản xuất chương trình solo đầu tiên của bà, Dry Ice, được công chiếu tại Underbelly trong Lễ hội Edinburgh 2011. Dry Ice được đạo diễn bởi David Schwimmer, nhận được sự hoan nghênh và một đề cử cho Giải thưởng sân khấu cho màn trình diễn solo xuất sắc nhất. Sau đó, nó được chuyển đến Nhà hát Bush ở London và Nhà hát Liên hệ ở Manchester.
Vào năm 2012, vở kịch One Hour Only của bà đã được Old Vic New Voices và IdeasTap chọn cho Giải thưởng Edinburgh của họ và được biểu diễn tại Underbelly. Năm đó, bà cũng đã viết một vở kịch ngắn có tên Clean for Traverse Theatre như một phần của The Breakfast Plays 2012, đã giành được giải thưởng Herald Angel.
Vào năm 2013, Clean được ủy nhiệm như một tác phẩm dài và được trình diễn tại Nhà hát Traverse và Oran Mor ở Glasgow, chuyển đến Nhà hát 59e59 ở New York trong năm 2014.
Mahfouz đã được trao học bổng nghệ thuật Sky Academy năm 2013, cho phép bà sản xuất tác phẩm thơ mới được thu thập trong một cuốn sách The Clean Collection, được xuất bản bởi Bloomsbury.
Học bổng cũng cho phép bà sản xuất và viết một chương trình sân khấu mới có tên Chef được phát tại Underbelly năm 2014 và chuyển đến Nhà hát Soho vào tháng 6 năm 2015.
Chef đã giành được giải thưởng Fringe First  và được đề cử cho giải thưởng Carol Tambor Best of Edinburgh; Giải thưởng Brighton Fringe cho Xuất sắc và Giải thưởng Nhà hát Đường phố Holden. Người biểu diễn là Jade Anouka, người đã nhận được Giải thưởng sân khấu trong hạng mục diễn xuất xuất sắc.
Vào năm 2014, vở kịch của bà về bài phát biểu tự do ở Ai Cập đã được các bạn trẻ ủy quyền và biểu diễn tại Nhà hát Quốc gia cho Liên hoan Nhà hát Quốc gia hàng năm.
Mahfouz đã từng là một Nhà viết kịch tại Nhà hát Bush; Nhà thơ tại Cape Farewell, nhà văn tại Liberty for Liberty UK và là một người lên kế hoạch toàn cầu với Diễn đàn kinh tế thế giới.
Năm 2016 Sabrina Mahfouz đã có một bộ phim truyền hình ngắn có tên Breaking the Code do BBC3, BBC Taster và BBC Drama sản xuất và các vở kịch sau đây của bà được sản xuất tại Anh và quốc tế: With a Little Bit of Luck (Paines Plow); SLUG (nabokov); tình yêu tôi cảm thấy là màu đỏ (Nhà hát Thuốc lá); Caldarium (Nhà hát Uncut / Teater Grob); SLoW (KVS Brussels); Phòng của Layla (Trung tâm Sân khấu) và Battleface (Nhà hát Bush). 

## Sách

### Thơ phú
- Làm thế nào bạn có thể biết tôi / Bộ sưu tập đầy đủ (Báo chí nói ra, 2016)
- Thủ công sử dụng của Kate Fletcher / 1 Bài thơ (Routledge, 2016)
- Tuyển tập Out-Spoken 2015/3 bài thơ (Out-Spoken Press, 2015)

### Kịch bản
- Phòng của Layla (Methuen Bloomsbury, 2016)
- Với một chút may mắn (Methuen Bloomsbury, 2016)
- Độc thoại mới cho phụ nữ được chỉnh sửa bởi Geoffrey Colman / 2 văn bản (Methuen Bloomsbury, 2016)
- Độc thoại kết nối nhà hát quốc gia được chỉnh sửa bởi Anthony Banks / 1 văn bản (Methuen Bloomsbury, 2016)
- Bài phát biểu của Audition cho các diễn viên da đen, Trung Đông và Nam Á được biên tập bởi Simelia Hodge-Dalloway / 2 văn bản (Methuen Bloomsbury, 2016)
- Đầu bếp (Methuen Bloomsbury, 2015)
- Kết nối nhà hát quốc gia, vở kịch dành cho giới trẻ do Anthony Banks biên tập / 1 vở (Methuen Bloomsbury, 2014)
- Bộ sưu tập sạch (Methuen Bloomsbury, 2014)

### Viễn tưởng
- Here I Stand được chỉnh sửa bởi Tổ chức Ân xá Quốc tế / 1 câu chuyện (Walker Books, 2016)

### Phi hư cấu
- Người nhập cư tốt được chỉnh sửa bởi Nikesh Shukla / 1 bài luận (Không giới hạn, 2016)

### Là biên tập viên
- Những điều tôi sẽ nói với bạn: Phụ nữ Hồi giáo Anh viết (Sách Saqi, 2017)

## Vở kịch
- Noughts & Crosses (2019, Nhà hát thí điểm)
- Những điều tôi sẽ nói với bạn (đồng tác giả với Aliyah Hashanah Holder, Nafeesa Hamid, Aisha Mirza, 2018, Nhà hát Traverse)
- Đây là thế nào (2018, Nhà hát nhiên liệu)
- Sức mạnh của hệ thống nước (2018, Nhà hát Uncut)
- Ziraffa Giraffa (2017, Thiên thần nhỏ / Omnibus)
- Beweep, Outcast (2017, CSSD)
- Offside (đồng tác giả với Hollie McNish, 2017, Nhà hát Tương lai)
- Battleface (2016, Nhà hát Bush)
- SLUG (2016, nabakov)
- tình yêu tôi cảm thấy là màu đỏ (2016, Nhà hát Thuốc lá)
- Với một chút may mắn (2016, nỗi đau cày)
- Phòng của Layla (2016, Trung tâm Sân khấu)
- Caladarium (2016, Nhà hát Uncut / Teater Grob)
- Đầu bếp (2015, Chỉ để cười Sân khấu / 2014, POP)
- Một cửa hàng bán bài phát biểu (2013, kết nối nhà hát quốc gia)
- Bị từ chối (2013, Shakespeare trong Shoreditch)
- Sạch (2013, Nhà hát Traverse)
- One Hour Only (2012, Made from Scratch Theater / Old Vic New Voices)
- Đá khô (2011, SM / 2012, Nhà hát Bush)

## truyền hình
- Đường sắt quốc gia: Hành trình trong câu thơ (BBC TWO / Blast!Phims)
- Chúng tôi thuộc về đây (BBC iPlayer / The Space)
- Phá vỡ quy tắc (BBC3 / BBC Taster / BBC Drama)
- Sau DG (CBBC)

## Phim ảnh
- Một mình với nhau (BBC iPlayer / Decapo)
- Sabrina Mahfouz: Lời nói (Nghệ thuật bầu trời)

## Radio
- Power Lines (Người trình bày về Tài liệu Thơ hiệu suất, BBC Radio 4)
- Một thế kỷ kết quả (Truyện ngắn, BBC Radio 4 / Shortworks)
- Với một chút may mắn (Radio Play, BBC Radio 1xtra)

## Nhảy
- Rosalind (Công ty James Cousins)
- Tôi tưởng tượng (Công ty Aakash Odedra)
- The Dying Swan (Múa ba lê Hoàng gia)

## Opera
- Người phụ nữ tại Point Zero (Bushra El-Turk / Nhà hát Opera Hoàng gia / Snape Maltings / Shubbak)
- Bàn chân & Khóa móc (Kate Whitley / Blackheath Halls)
- Tôi là tôi nói (Kate Whitley / Dàn nhạc nhiều câu chuyện)
- Vết cắt tàn nhẫn (Kate Whitley)
- Sancerre (K. Wilmslow / Nhà hát Opera Hoàng gia)

## Giải thưởng và danh dự
| Năm  | Giải thưởng                                                                                  | Kết quả           |
| ---- | -------------------------------------------------------------------------------------------- | ----------------- |
| 2018 | Thành viên, Hiệp hội Văn học Hoàng gia (FRSL), sáng kiến 40 Dưới 40.                         | Bầu               |
| 2018 | Giải thưởng của Viện hàn lâm cho câu chuyện hư cấu hay nhất cho một kết quả thế kỷ           | Danh sách rút gọn |
| 2018 | BBC Media & Music Giải thưởng dành cho khán giả mới dành cho Power Lines                     | Danh sách rút gọn |
| 2018 | Phụ nữ trong Giải thưởng Công nghiệp Sáng tạo cho Thay đổi Truyền cảm hứng                   | Danh sách rút gọn |
| 2018 | Giải thưởng cựu sinh viên nghệ thuật và văn hóa của nhà vua                                  | Thắng             |
| 2018 | Giải thưởng West End Sản xuất tốt nhất cho giới trẻ cho Ziraffa Giraffa                      | Thắng             |
| 2018 | Giải thưởng Sách Nhân dân cho những điều tôi sẽ nói với bạn                                  | Danh sách rút gọn |
| 2018 | Phát sóng giải thưởng kỹ thuật số cho kỹ thuật số hỗ trợ tốt nhất cho Ackley Bridge Snapchat | Thắng             |
| 2017 | Giải thưởng Hiệp hội văn học Grand Prix cho những điều tôi sẽ nói với bạn                    | Danh sách rút gọn |
| 2016 | Sách là giải thưởng lựa chọn của độc giả dành cho người nhập cư tốt                          | Thắng             |
| 2015 | Quỹ học bổng nghệ thuật cho biểu diễn thơ                                                    | Danh sách rút gọn |
| 2014 | Giải thưởng Fringe đầu tiên cho Đầu bếp                                                      | Thắng             |
| 2014 | Carol Tambor Giải thưởng tốt nhất của Edinburgh cho đầu bếp                                  | Danh sách rút gọn |
| 2014 | Giải thưởng Brighton Fringe cho Xuất sắc cho Đầu bếp                                         | Danh sách rút gọn |
| 2014 | Giải thưởng Nhà hát đường phố Holden cho Đầu bếp                                             | Danh sách rút gọn |
| 2013 | Học bổng nghệ thuật Sky Academy cho thơ                                                      | Thắng             |
| 2013 | Giải thưởng Herald Angel cho The Breakfast Plays bao gồm Clean                               | Thắng             |
| 2012 | Giải thưởng Old Vic New Voices Edinburgh                                                     | Thắng             |
| 2011 | Giải thưởng Nghệ sĩ trẻ Vương quốc Anh cho các nhà thơ trống                                 | Thắng             |
| 2011 | Giải thưởng sân khấu cho diễn xuất xuất sắc, màn trình diễn solo hay nhất, cho băng khô      | Đề cử             |
| 2010 | Giải thưởng Westminster cho các vở kịch mới cho Cậu bé đó                                    | Thắng (thứ 2)     |

## liên kết ngoài
- Trang web chinh thưc. Lưu trữ ngày 15 tháng 1 năm 2018 tại Wayback Machine